# Willem van de Poll
Pour les articles homonymes, voir Poll.
Willem van de Poll, né le 13 avril 1895 à Amsterdam et mort dans la même ville le 10 décembre 1970, est un photographe de presse néerlandais. Il a travaillé comme photographe indépendant et itinérant en Europe, au Moyen-Orient, en Indonésie et aux Antilles. 

## Biographie
Il étudie la photographie en 1919 au Graphische Lehr- und Versuchsanstalt, l'école des arts graphiques de Vienne, en Autriche. Il est brièvement l'assistant du réalisateur Alexander Korda, avant de retourner aux Pays-Bas en 1920. Il entame une carrière de photographe reporter et voyage en Pologne (1934), en Islande (1934), en Égypte (1935) et dans les villes de Berlin (1935) et de Paris (1935). On lui doit des reportages photographiques sur le ghetto juif de Varsovie et l'annexion de la région des Sudètes.
Après la Seconde Guerre mondiale, il devient le photographe officiel de la famille royale.

## Publications
- (nl) Nazi-hel, Amsterdam, Van Holkema en Warendorf, 1945 : 28 photographures de guerre reproduites en heliogravure.
- (nl) Kroningsalbum van H.M. Koningin Juliana, Amsterdam, De Nederlandsche Keurboekerij, 1948, 62 p. : textes de Gerard M. Rutten et Herman Felderhof, photographies de Willem van de Poll.
- (nl) De Nederlandse Antillen : een fotoreportage van land en volk, La Haye, Van Hoeve, 1953, 192 p.
- Terre Sainte, Paris et Bruxelles, Elsevier, 1955, 196 p. : photographies de Willem Van de Poll, préface d'Albert Marie Avril.

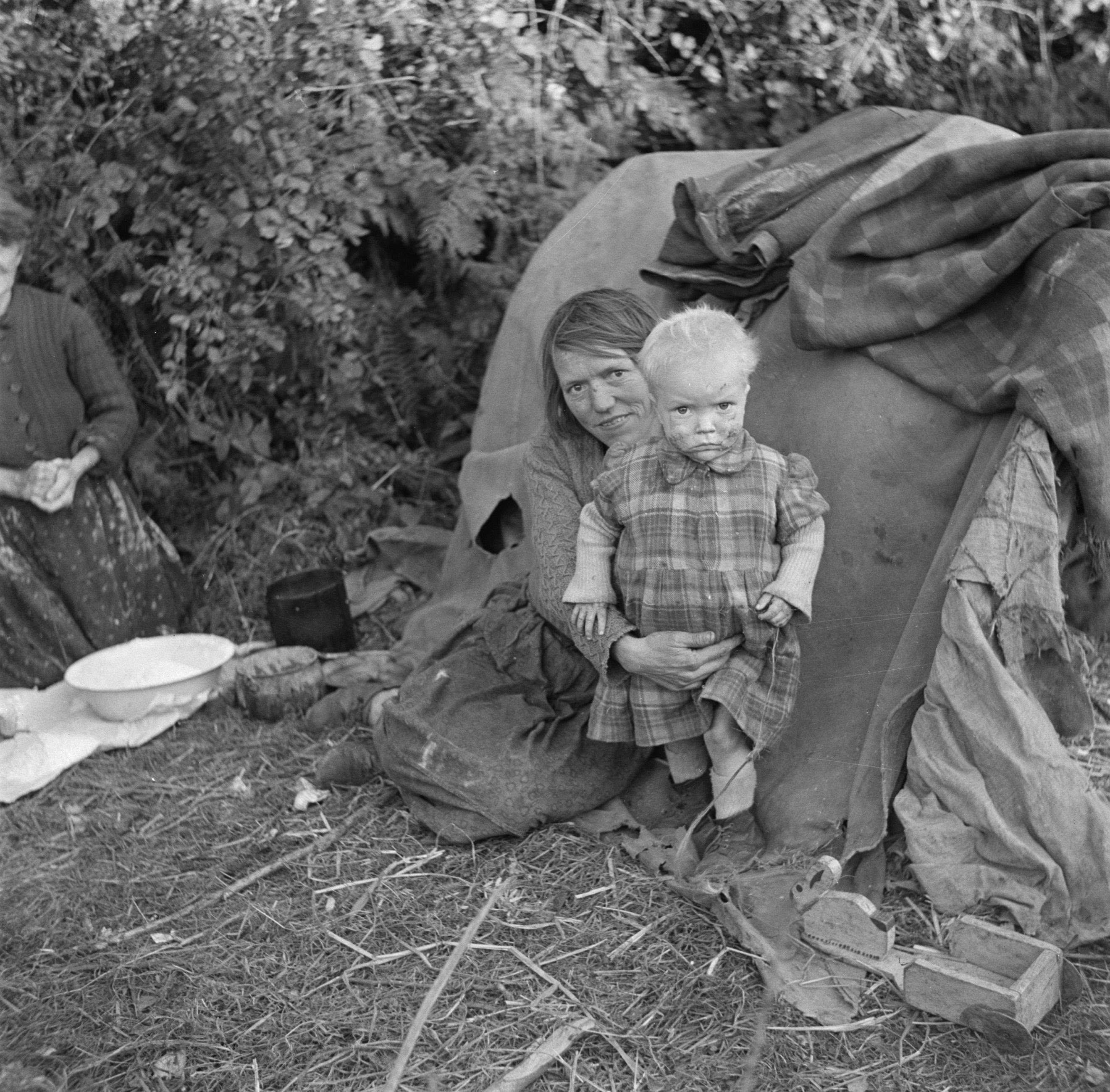
Une mère et son enfant Pavees en Irlande devant leur tente, 1930.
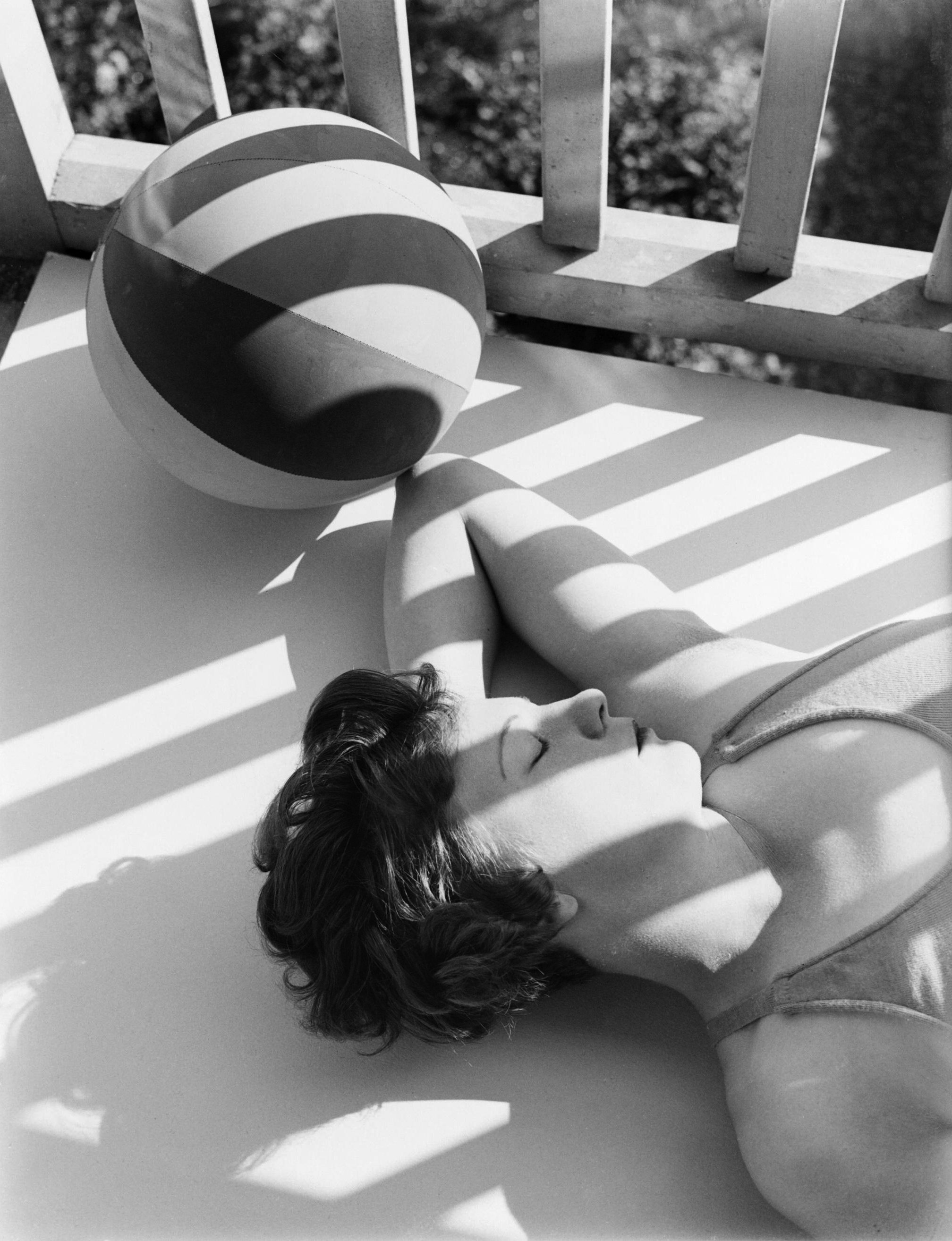
Une modèle avec un ballon dans un jeu de lumière et d'ombre, 1935.
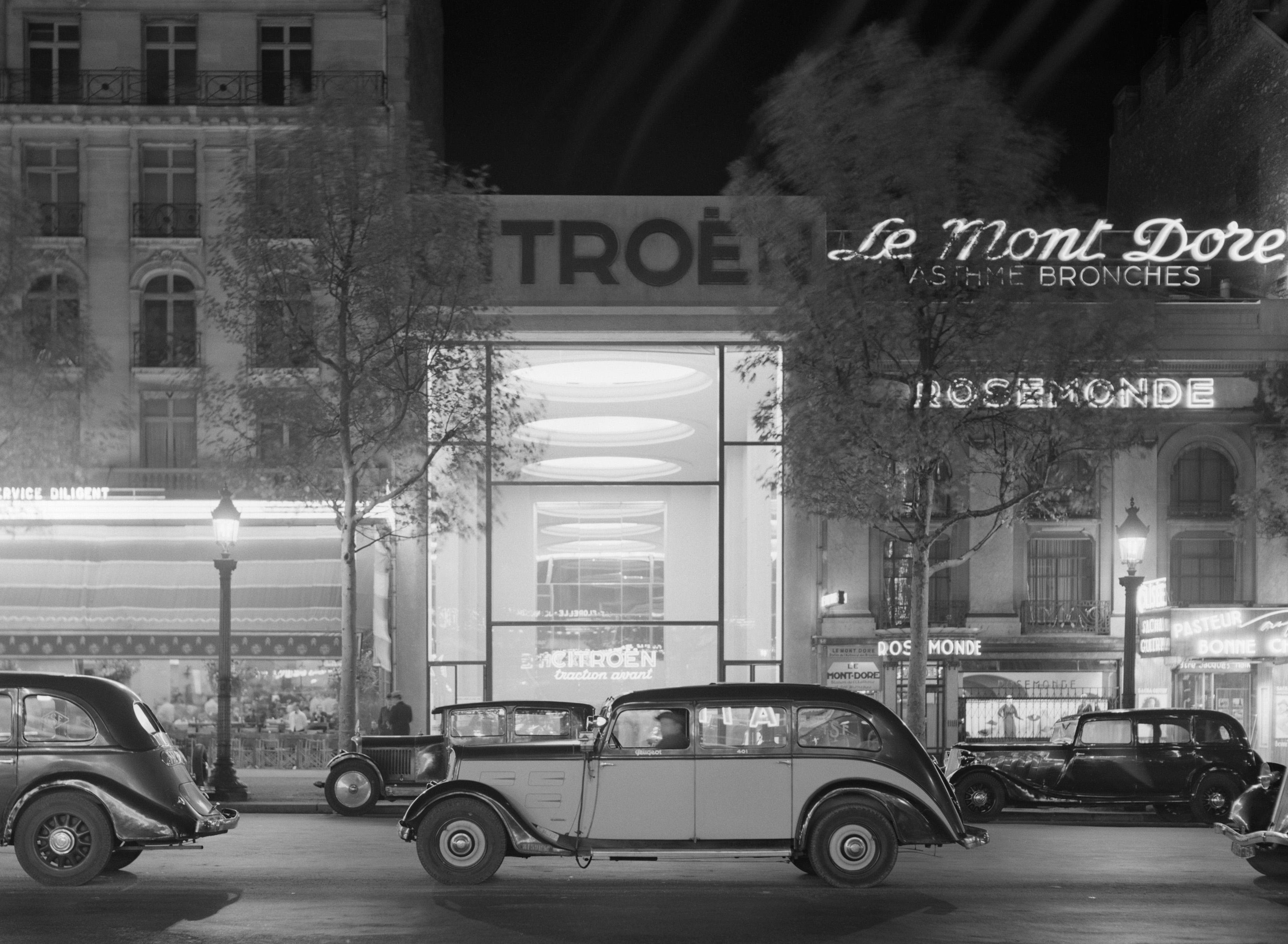
Les Champs-Élysées à Paris, avec le showroom de Citroën, 1935.
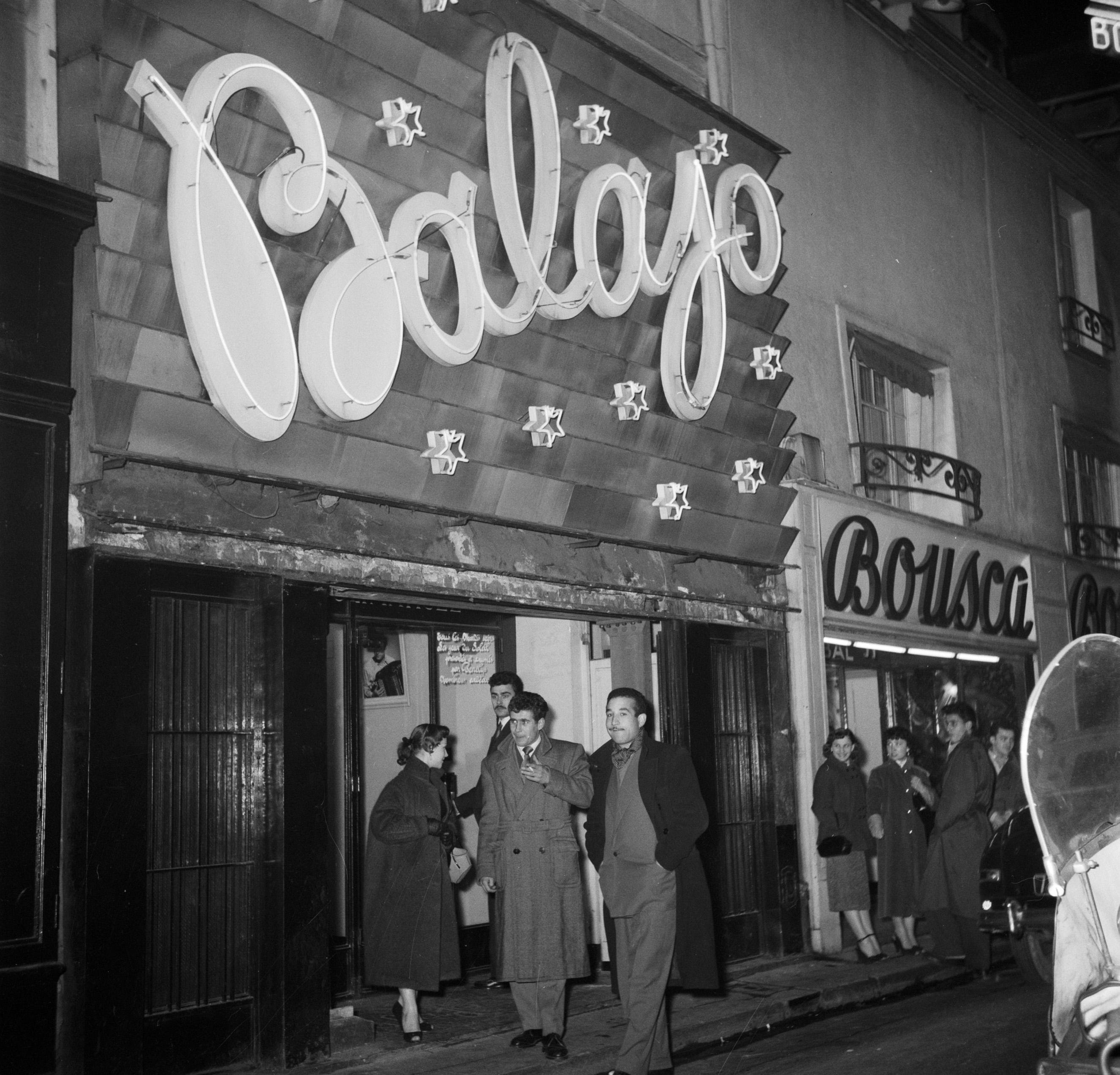
Le Balajo à Paris dans les années 1930.
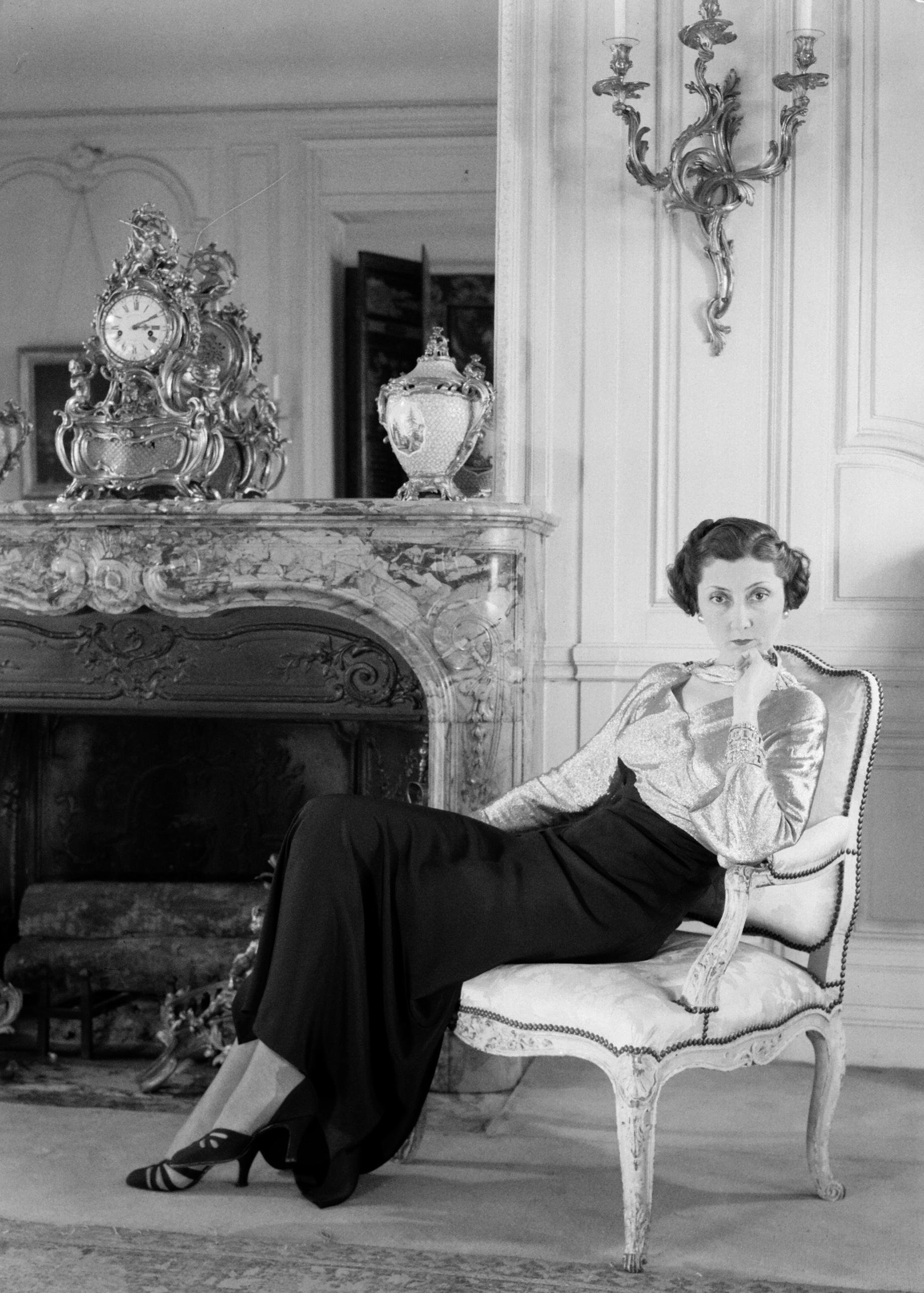
Isabelle d'Orléans, 1936.
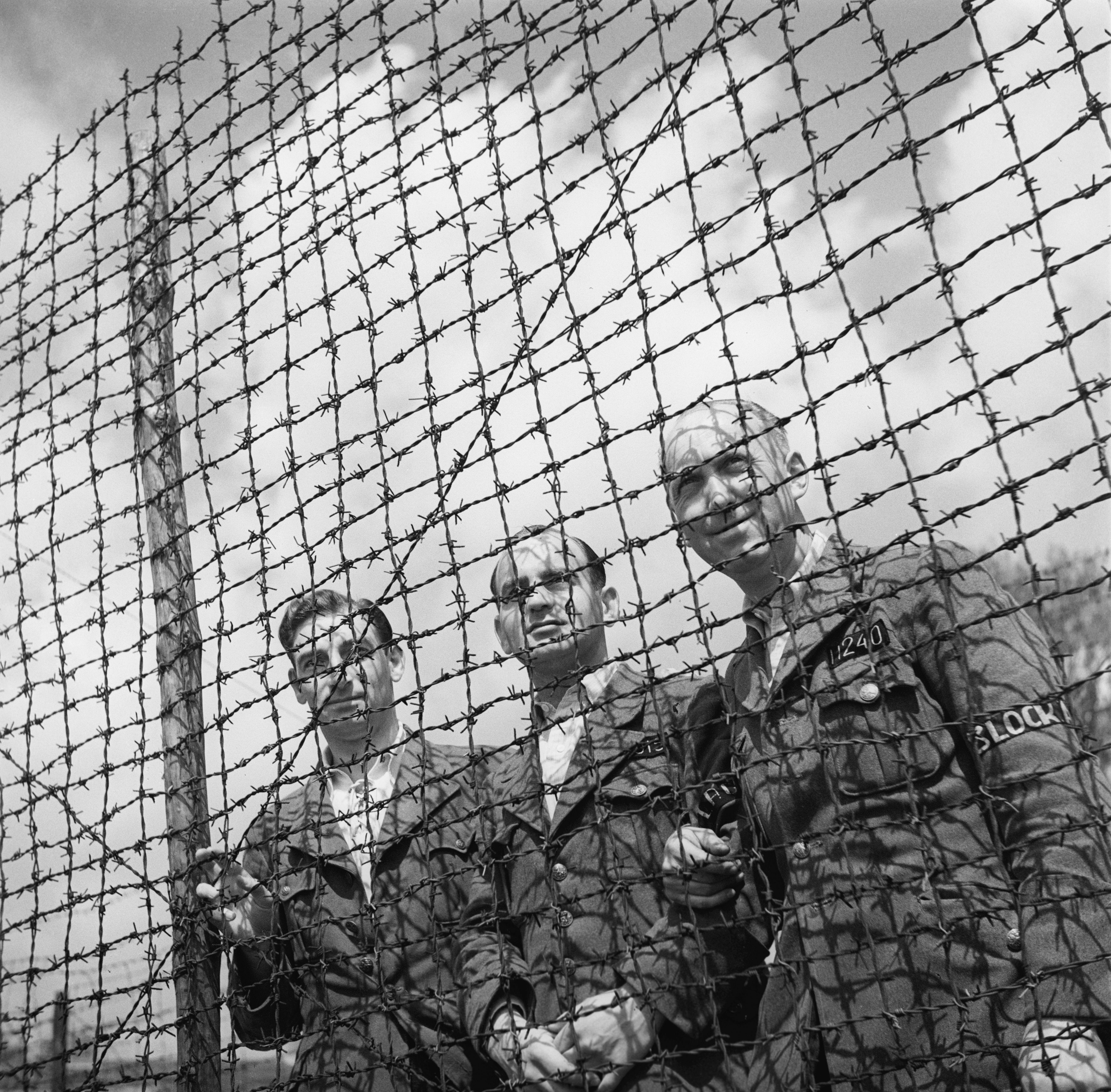
Trois officiers néerlandais lors de la libération du Camp de concentration d'Amersfoort aux Pays-Bas, 1945.
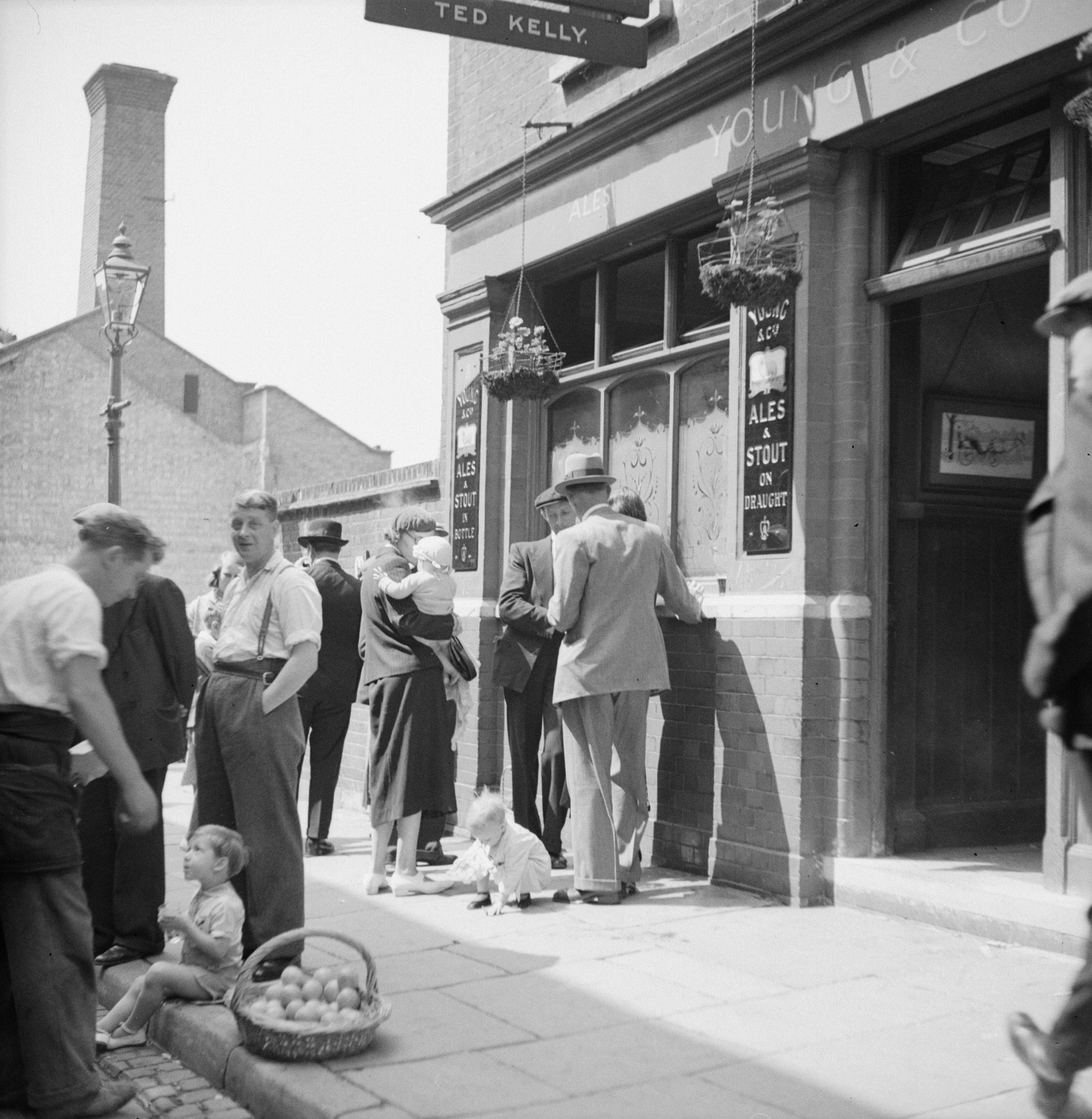
Devant un pub dans le quartier de Richmond à Londres, 1947.
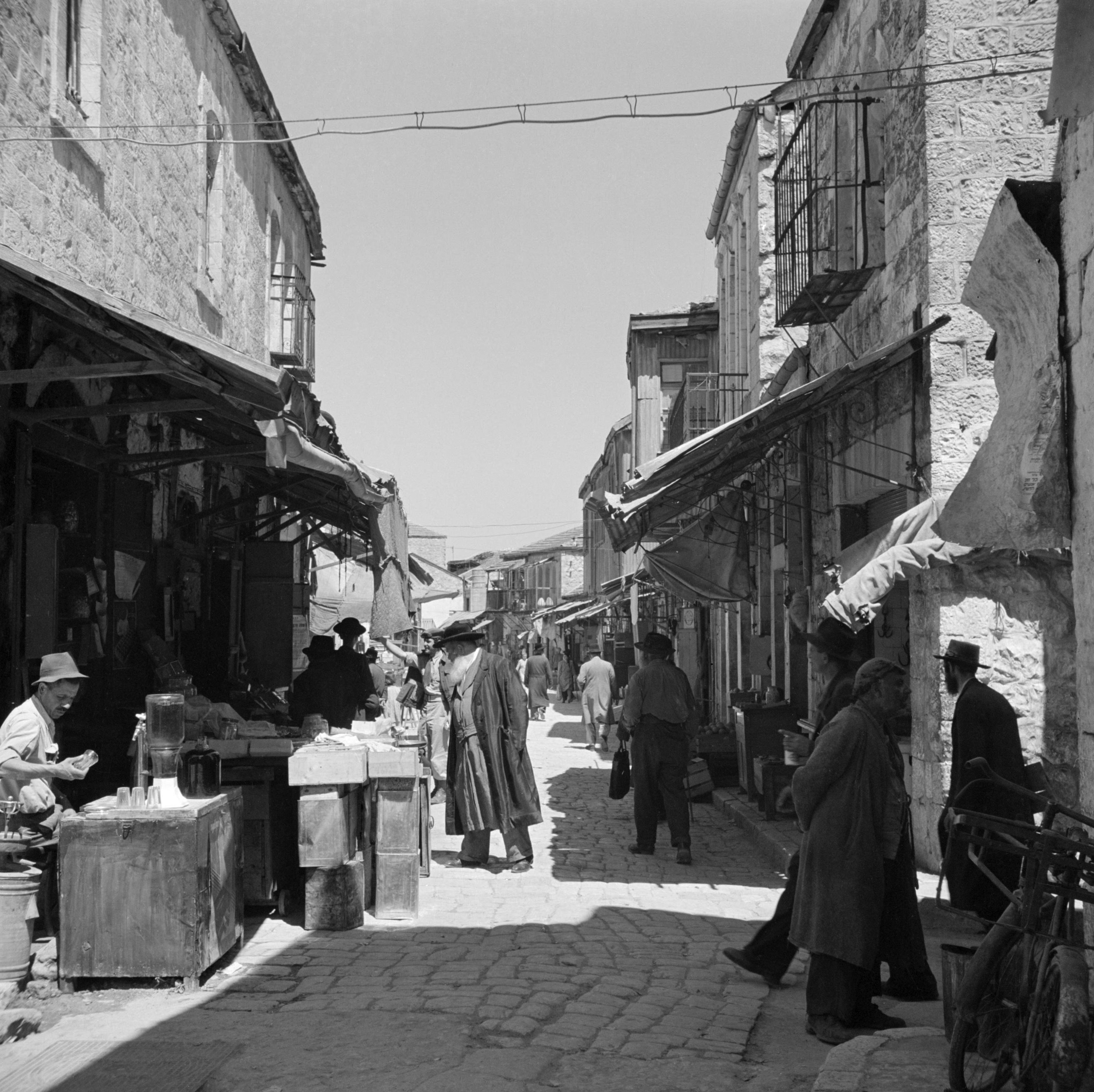
Une rue à Jérusalem, 1948.
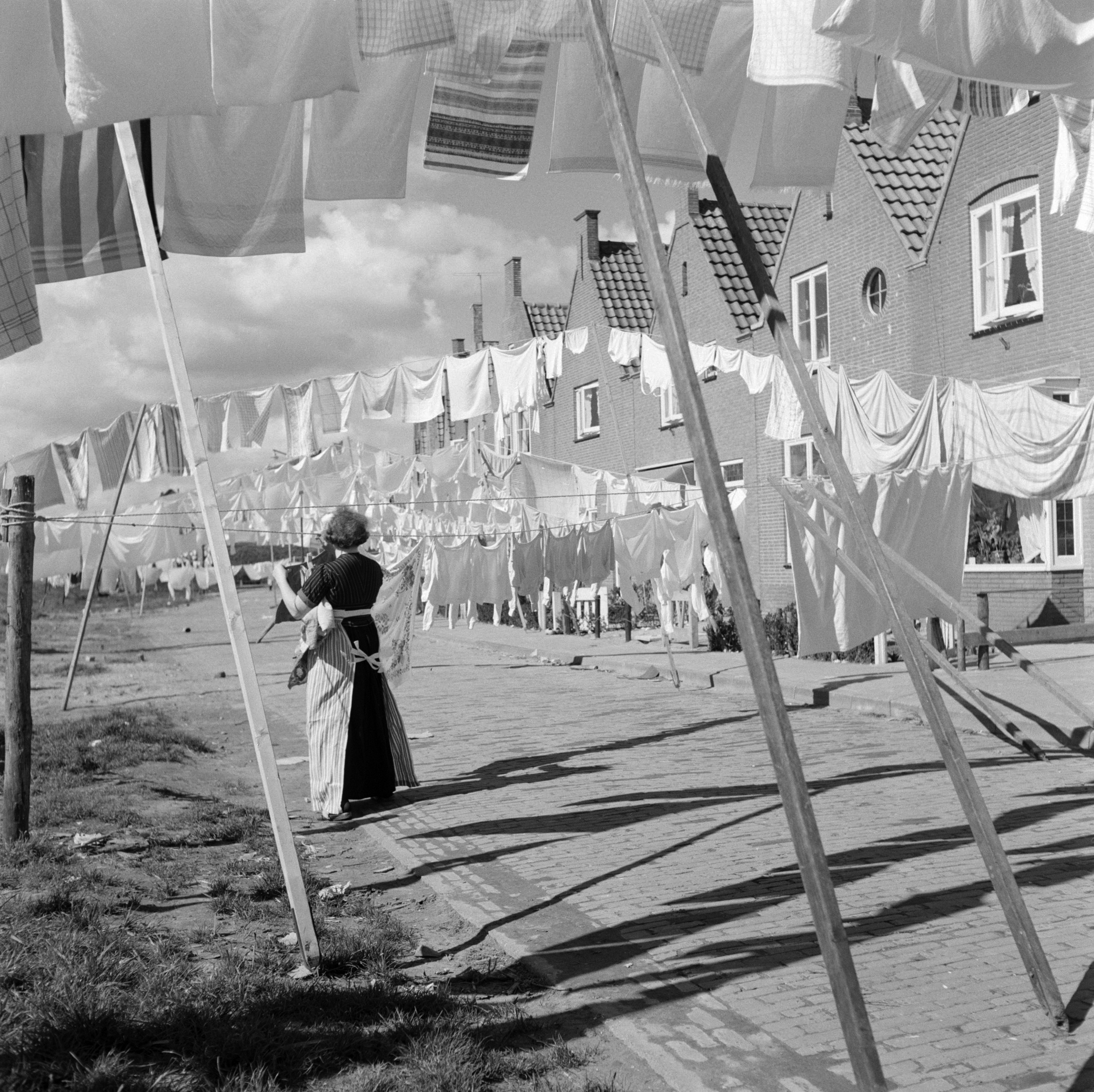
Blanchisserie à Volendam aux Pays-Bas, 1959.
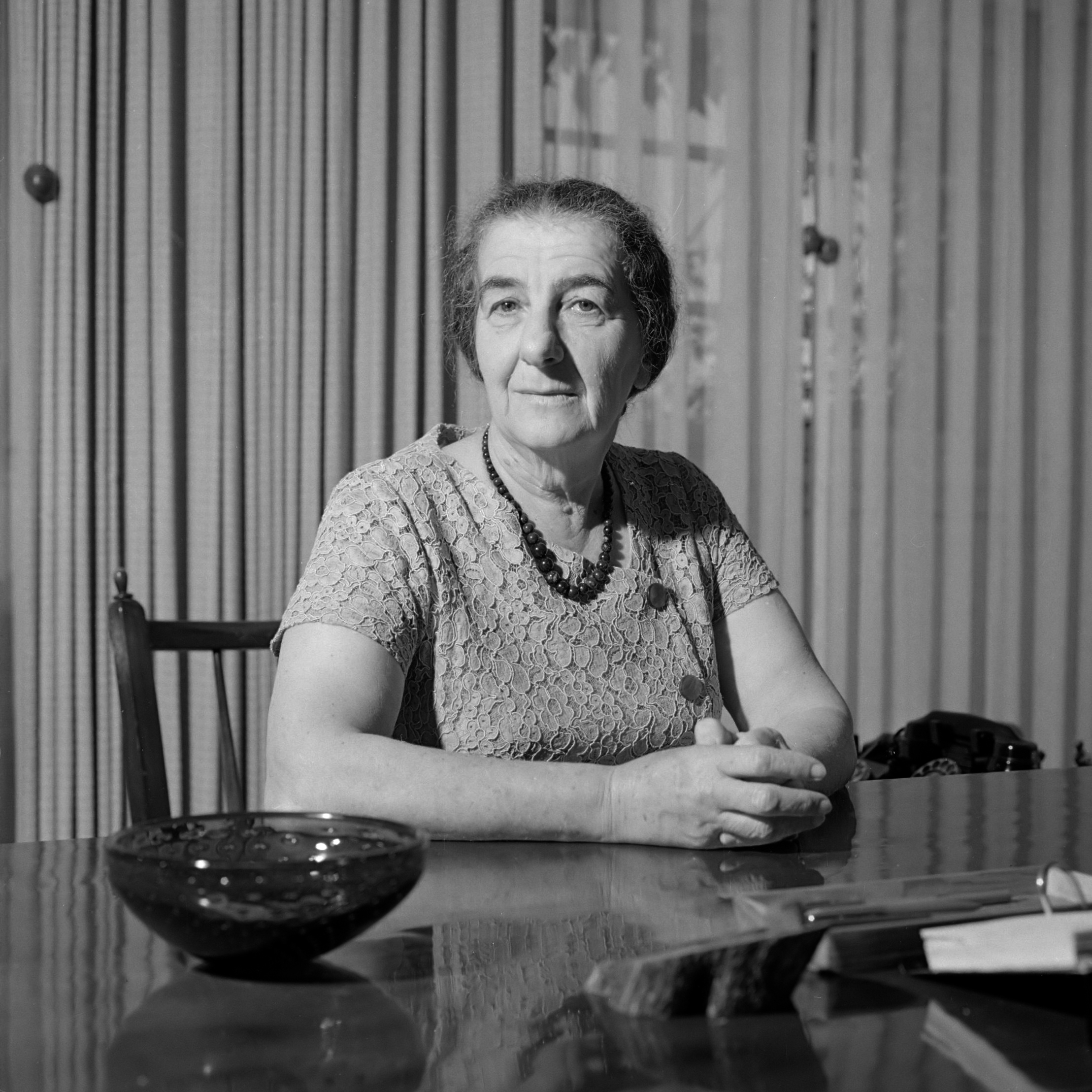
Golda Meir, 1964.
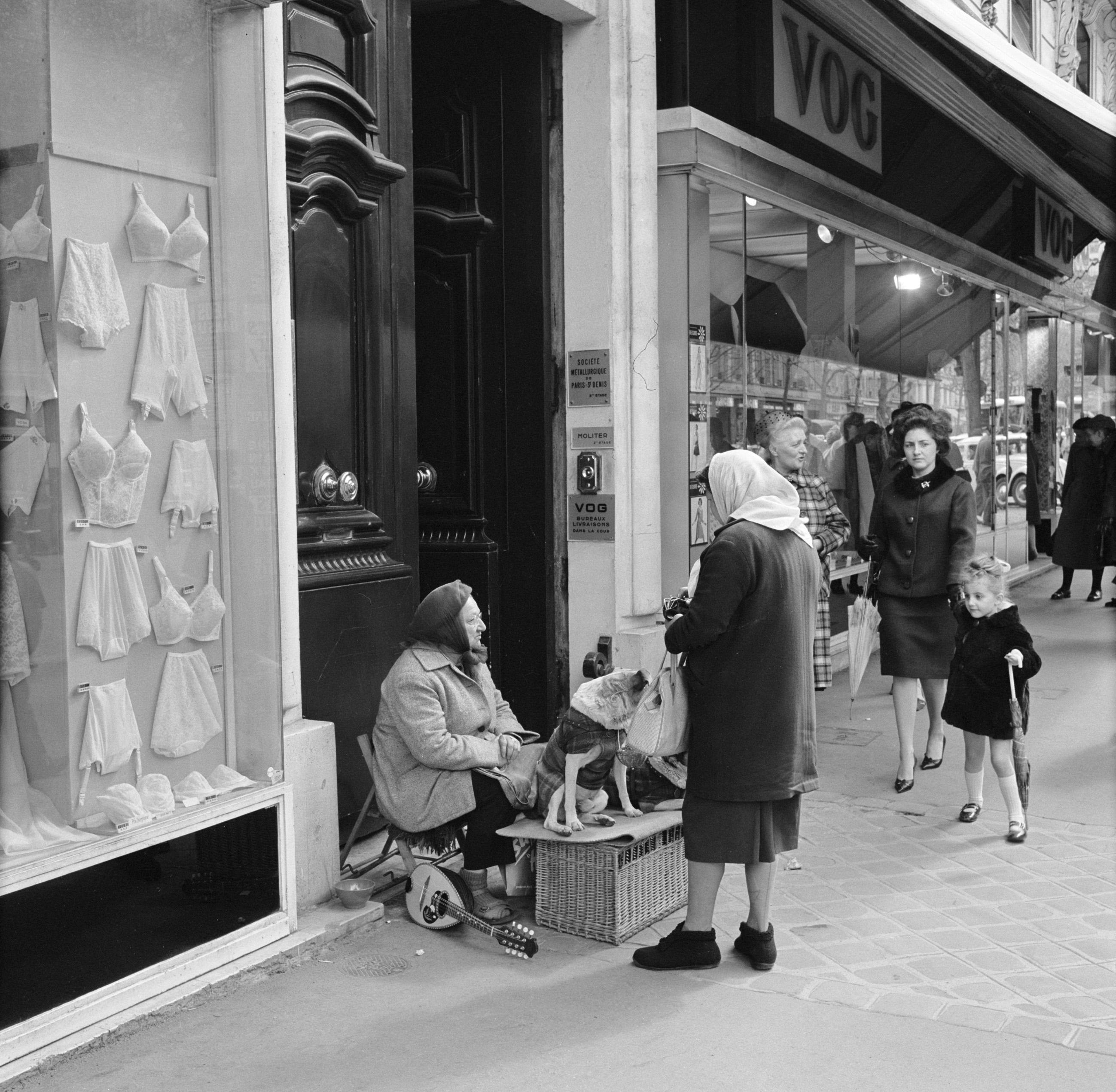
Chanteuse de rue à Paris, 1965.

## Expositions
- 19 novembre 2005 — 5 février 2006 : Willem van de Poll, exposition rétrospective, Fotomuseum (en), La Haye[2].